# Malcolm Yelvington
Malcolm Yelvington (Coverton, 14 september 1918 – Memphis (Tennessee), 21 februari 2001) was een Amerikaanse country- en rockabillyzanger tijdens de jaren 1950.

## Biografie
Malcolm Yelvington groeide op in Coverton (Tennessee), in de buurt van Memphis. Op 14-jarige leeftijd speelde hij al gitaar en trad hij regelmatig op met zijn band. Hij speelde de liedjes van zijn toen opkomende idool Ernest Tubb. Hij vermengde dit met hillbilly-muziek en blueselementen. Yelvington ontsnapte aan de militaire dienst omdat hij om gezondheidsredenen afgekeurd werd.

### Rockabilly bij Sun Records
In 1942 ontmoette Yelvington Reece Flemming en Respers Townsend, die allebei al voor de oorlog platen hadden gemaakt bij Victor Records. Samen met Red Winn ontmoetten ze elkaar en besloten ze een band te formeren. Alle vier speelden ze alleen gitaar, dus Reece Fleming moest piano leren spelen en William Bird (viool) en Arnold Sanders (bas) sloten zich bij de band aan. Samen traden ze op als The Tennesseans en speelden ze in de omgeving van Convington. Yelvington verhuisde in 1950 naar Memphis, waar zijn band een eigen radioshow kreeg, waarvoor Reece Fleming het themalied Just Rolling Along schreef. In 1952 fuseerden ze met de Star Rhythm Boys en namen de naam en elektrisch gitarist Joe Mashburn over. Ze speelden in het weekend samen in bars en honky tonks. Samen met Mashburn had Yelvington lang nagedacht over opnamen. Door bemiddeling van Mashburn in 1953 ontmoette Yelvington Sam Phillips, de eigenaar van het platenlabel Sun Records. Hoewel Phillips niet enthousiast was over de band, liet hij ze auditie doen in zijn studio. Yelvington en zijn band speelden eerst het zelfgeschreven stuk Yakety Yak, dat Phillips te landgericht was. Toen Yelvington een versie voor hem speelde van de r&b-hit Drinkin' Wine Spo-Dee-O-Dee van Stick McGhee, was Phillips onder de indruk en contracteerde hij de band. Hun eerste sessie was in oktober 1954, toen Drinkin' Wine Spo-Dee-O-Dee en Just Rolling Along als eerste single werden uitgebracht. Helaas kwam de eerste single van de jonge Elvis Presley precies een week voor de plaat van Yelvington uit. Terwijl Presleys plaat veel beter verkocht, moest Yelvington van radiostation naar radiostation gaan om zijn plaat op de markt te brengen.
Gefrustreerd ging Yelvington in 1956 met zijn band naar Meteor Records. Daar publiceerde hij zijn titel Yakety Yak, die echter een mislukking was. De plaat werd uitgebracht onder de naam Mac Sales and the Esquire Trio, omdat hij nog onder contract stond bij Sun Records. In hetzelfde jaar keerde hij terug naar Sun Records en bracht het rockabillynummer Rockin' With My Baby uit.

### Onderbreking en comeback
In 1958 trok Yelvington, die toen bijna 40 jaar oud was, zich terug en concentreerde zich op zijn gezin. Hij zou in de loop van de tijd vijf kinderen krijgen. In 1965 verscheen Yelvington in de Slim Rhodes Show, speelde hij op verschillende albums en in 1971 nam hij het nog niet uitgebrachte nummer Disappointed op. In mei 1974 vond een opnamesessie plaats van voormalige Sun-artiesten in de Glo-Lite Studio in Memphis, waaraan ook Yelvington, Marcus Van Story, Charlie Feathers en Red Hadley deelnamen. Yelvington nam, met steun van andere muzikanten, het nummer Goodbye Marie op en in ruil daarvoor begeleidde hij Red Hadley als gitarist op Rockin' With Red, maar de opnamen bleven lange tijd ongepubliceerd. Het werd pas halverwege de jaren 1980 herontdekt als onderdeel van de rockabilly-revival. Hij verscheen opnieuw in het openbaar en bereikte, in tegenstelling tot zijn vroege carrière, een groter publiek. Hij trad zelfs op in Europa. In 1996 tekende hij opnieuw bij Sun Records, waarmee hij 52 jaar eerder geen succes had gehad. In 1997 bracht hij zijn eerste album uit.

## Overlijden
Malcolm Yelvington overleed in februari 2001 op 82-jarige leeftijd.

## Discografie

### Singles
- 1955:	Drinkin' Wine Spodee-O-Dee / Just Rolling Along (Sun)
- 1955:	Yakety Yak / A Gal Named Joe (Meteor)
- 1956:	Rockin’ With My Baby / It’s Me, Baby (Sun)

### Niet uitgebrachte nummers (Sun Records)
- 1955: Yakety Yak (alt. Version)
- 1956: Have Myself a Ball
- 1956: Rock and Roll with My Baby
- 1956: Rockin' with My Baby
- 1957: Goodbye Marie (Version 1)
- 1957: I've Got The Blues (Way Down Blues)
- 1957: Mr. Blues (Version 1)
- 1957: My First and Last Love
- 1957: Trumpet (Version 1)
- 1957: Trumpet (Version 2)

A Gal Named Joe (alt. Version)
Goodbye Marie (Version 4)
It's Me Baby (alt. Version)
Mr. Blues (Version 2)

### Albums
- 1997: There's A Little Left In This Old Boy Yet